# ДНК-полімераза II
ДНК-полімераза II (англ. DNA polymerase II, DNA Pol II або Pol II) - це прокаріотична ДНК-залежна ДНК-полімераза, що кодується геном PolB.

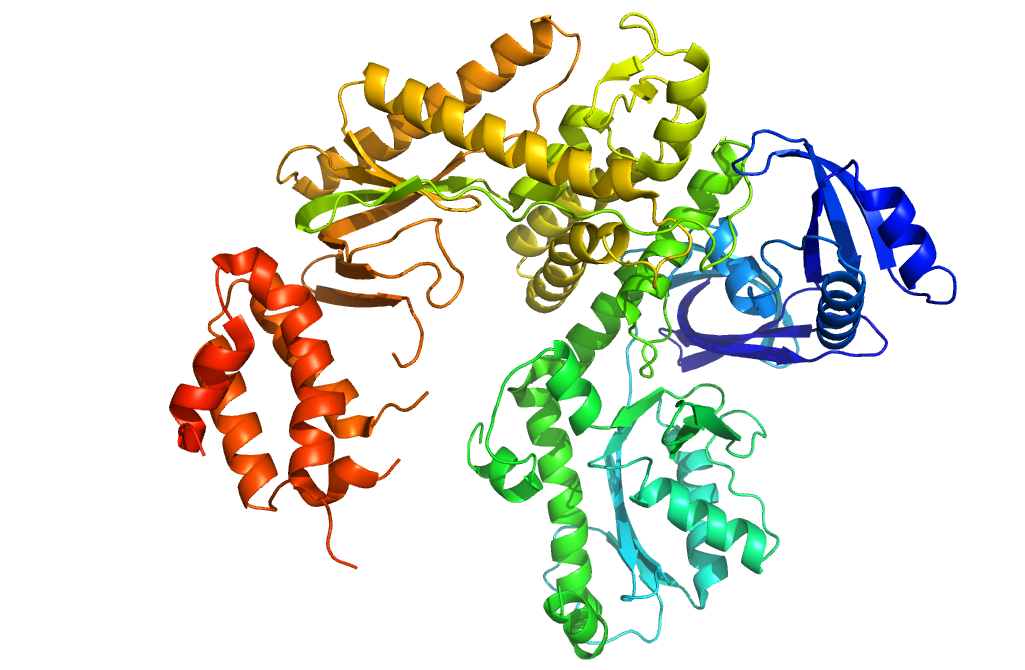
Структура ДНК-полімерази II

ДНК-полімераза II - це білок із молекулярною масою у 89,9 кДа, що відноситься до родини В ДНК-полімераз. Вперше фермент був виділений Томасом Корнбергом у 1970 році, та описаний ним же протягом наступних кількох років. Питання функціональної активності полімерази в умовах in vivo досі обговорюється, однак вважається, що ДНК-полімераза II відіграє роль резервного ферменту у процесі прокаріотичної реплікації ДНК. Фермент має як здатність до  5′→3′ елонгації, так і 3′→5′ екзонуклеазну активність.

## Відкриття
ДНК-полімераза I була першою ДНК-залежною ДНК-полімеразою, виділеною з E.coli. Кілька досліджень, що були проведені із використанням цього виділеного ферменту, показали, що ДНК-полімераза I бере участь у процесії репарації, і не є основною реплікативною полімеразою. Щоб краще зрозуміти роль ДНК-полімерази I in vivo, у 1969 році вченими Де Люсія та Кернстом було створено мутанти E. coli з нестачею цього ферменту. Цей мутантний штам був більш чутливим до дії ультрафіолетового світла. Саме це підтвердило гіпотезу, що роль ДНК-полімерази I полягає саме у репарації, а не реплікації. Мутантний штам мав здатність до росту з тією ж швидкістю, що й штами дикого типу, що вказувало на наявність іншого ферменту, відповідального за реплікацію ДНК. Виділення та опис цієї нової полімерази, що бере участь у напів консервативній реплікації ДНК, були проведені кількома лабораторіями паралельно. Новий фермент був названий ДНК-полімеразою II, і деякий час вважалося, що він є основним ферментом реплікації E.coli.

## Структура

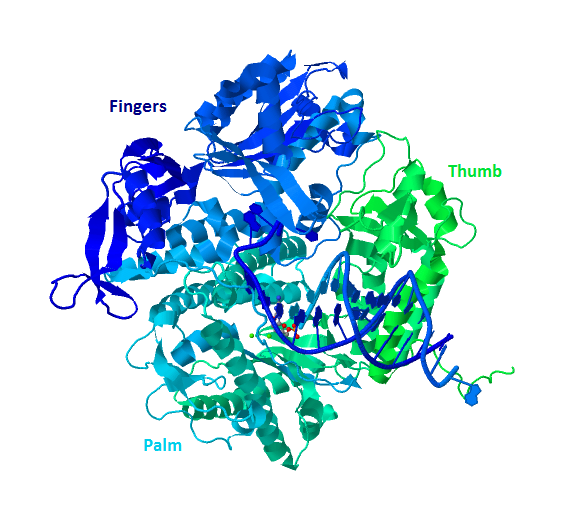
Структура "руки" родини В полімераз (PDB: 3NCI)

ДНК-полімераза II - це білок із молекулярною масою у 89,9 кДа, що складається із 783 амінокислот, і кодується геном PolB (dinA). ДНК-полімераза II є глобулярним білком, що функціонує як мономер, тоді як інші полімерази утворюють комплекси. Існує три основні частини цього мономеру, які разом інколи називають "рукою": долоня (palm), пальці (fingers) та великий палець (thumb). Полімеразний активний центр розташований у межах долоні - щілини, яка оточена двома характерними структурними доменами: рухливими пальцями (fingers) і великим пальцем (thumb). Великий палець взаємодіє з маленьким жолобком подвійної спіралі, утвореної матричним ланцюгом і таким, що синтезується. Пальці взаємодіють із матричним ланцюгом, який при цьому трохи вигинається навкруг пальців, експонуючи чергову азотисту основу для взаємодії з NTP. Сайт зв'язування NTP утворюється пальцями, залишками активного центру, нуклеотидом матричного ланцюга та 3'-кінцем ланцюга, що синтезується. На долоні комплексу є три каталітичні центри, які будуть координуватися з двома іонами двовалентного металу, щоб функціонувати. ДНК-полімераза II має велику кількість копій у клітині - близько 30-50, тоді як рівень ДНК-полімерази III в клітині в п’ять разів менший.

## Функції
Всі полімерази певним чином беруть участь у реплікації ДНК, синтезуючи ланцюги нуклеїнових кислот. Реплікація ДНК є важливим аспектом проліферації клітини. Без процесу реплікації клітина не може ділитися і передавати свою генетичну інформацію наступним поколінням. У прокаріотів, таких як E.coli, ДНК-полімераза III є основною полімеразою, яка бере участь у реплікації ДНК. Хоча ДНК-полімераза II не є основним фактором реплікації хромосом, вона виконує інші функції.
ДНК-полімераза II бере участь у реплікації ДНК. Не зважаючи на те, що ця полімераза не є такою швидкою, ДНК-полімераза III, вона має певні особливості. Цей фермент має асоційовану 3′→5′ екзонуклеазну активність поряд з активністю праймази. ДНК-полімераза II є високоточним ферментом з частотою помилок заміни ≤ 2×10 −6 і частотою помилок зсуву рамки зчитування ≤ 1×10 −6. ДНК-полімераза II може виправляти невідповідності, спричинені неточною роботою полімерази III. Також було показано, що ДНК-полімераза II бере участь у реплікації, однак вона залежить від типу ланцюга і переважно реплікує ланцюг, що відстає. На думку вчених, коли ДНК-полімераза III стає нефункціональною, тоді ДНК-полімераза II може бути залучена до точки реплікації і продовжує процес.
Існує багато різних способів пошкодження ДНК, включаючи дію ультрафіолету та окислення, тому цілком логічно, що існують різні типи полімераз для усунення цих пошкоджень. Однією з важливих ролей ДНК-полімерази II є  її здатність до відновлення міжланцюгових перехресних зшивок. Міжланцюгові перехресні зшивки виникають внаслідок дії на ДНК різних хімічних речовин, наприклад азотного іприту і псоралену. Усунути ці пошкодження важко, оскільки обидва ланцюги ДНК пошкоджені хімічним чинником, і генетична інформація на обох ланцюгах є ураженою. Точний механізм виправлення цих міжланцюгових перехресних зшивок все ще досліджується, але відомо, що полімераза II є основним ферментом у цьому процесі.
ДНК-полімераза II досі не вивчена добре, тому існує багато можливих функцій цього ферменту, які потребують підтвердження . Зокрема:
- відновлення ДНК після дії ультрафіолетового світла
- перезапуск процесу реплікації у E.coli після дії ультрафіолетового світла
- адаптивний мутагенез
- довгострокове виживання

## Механізм дії

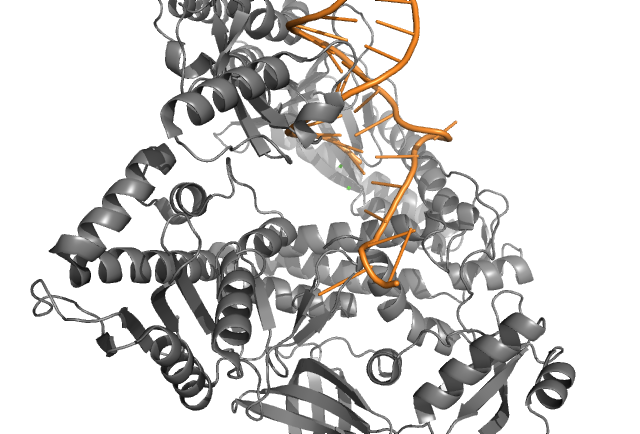
Активний центр ДНК-полімерази II (PDB ID: 3K5M)

Під час реплікації ДНК основи можуть пошкоджуватись, що може призвести до зупинки реплікації. Щоб виправити помилку в послідовності, ДНК-полімераза II каталізує відновлення нуклеотидних пар основ. Дослідження in vitro показали, що полімераза II інколи взаємодіє з полімеразою III, щоб отримати доступ до ланцюга, що синтезується. ДНК-полімераза II є також активною під час реплікації ДНК, оскільки будь-які помилки, що виникають внаслідок роботи полімерази III, будуть у ланцюзі, що синтезується, а не в консервативному. N-кінцевий домен ДНК-полімерази II відповідає за асоціацію та дисоціацію ланцюга ДНК з каталітичною субодиницею. Швидше за все, в N-кінцевому домені ДНК-полімерази II є дві ділянки, які розпізнають одноланцюгову ДНК. Один сайт відповідає за приєднання одноланцюгової ДНК до ДНК-полімерази II, а інший сайт - за від'єднання.

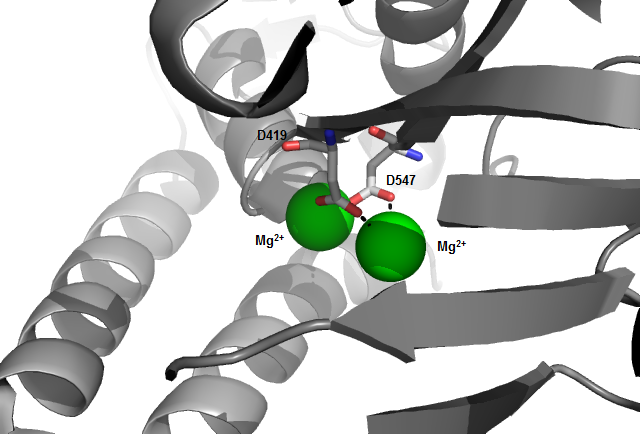
Активний центр ДНК-полімерази II

Після приєднання субстрату, ДНК-полімераза II зв’язує NTP для підтримки водневих зв'язків у структурі ДНК. Потім зв’язується правильний, непошкоджений нуклеотид (dNTP), і ферментний комплекс зазнає конформаційних змін субдоменів та амінокислотних залишків. Ці конформаційні зміни дозволяють прискорити процес репарації. Активний центр ферменту містить два іони Mg2+ , які стабілізуються каталітичними аспарагіновими кислотами D419 і D547.  Іони магнію зв’язуються з ДНК разом з dNTP у відкритому стані та координують конформаційні зміни амінокислотних залишків активного центру для того, щоб відбувався каталіз (закритий стан). Після вивільнення іонів магнію фермент повертається у відкритий стан.

## Регуляція
Кількість ДНК-полімерази II в клітині зазвичай у п’ять разів перевищує кількість полімерази III. Це дозволяє полімеразі II за своїми функціями випереджувати дію полімерази III у разі помилкового утворення пар основ. Кількість полімерази II може зростати при індукції SOS-реакції, яка активізує ген polB, тому кількість ферменту збільшується приблизно в сім разів. Хоча полімераза II може працювати на обох ланцюгах, було показано, що вона більше виконує свою роль на ланцюзі, що відстає.